# Doblas
Doblas, est une localité rurale argentine située dans le département de Guatraché, dans la province de La Pampa.

## Histoire
L'histoire de Doblas est une histoire similaire à celle de la plupart des villes qui ont vu le jour dans les premières décennies des années 1900. La ville a émergé vers le début du XXe siècle lorsque les lignes de chemin de fer posaient leurs rails, entraînant la fumée noire du charbon et les immigrants nouvellement arrivés sur les terres pampéennes.
Mais ce n'est pas l'histoire des premiers habitants de la région ; La Pampa a une histoire peu connue. Des années auparavant, la pampa vallonnée avait été le passage obligé des premiers habitants de l'Amérique du Sud qui, suivant le cours de l'eau, ont créé les colonies indigènes de Ranqueles et Araucanos. Ces populations aborigènes ont dominé la région jusqu'en 1873 sous le commandement du Cacique Calfucurá, connu pour sa bravoure dans les batailles contre Luis de la Cruz.
Doblas a été fondée le 4 juin 1911, et à ses ressources traditionnelles que sont l'agriculture et l'élevage, elle a ajouté la sylviculture, ce qui a donné à sa campagne un profil plus élevé. Le blé, le seigle, l'orge, l'avoine, le maïs et le sorgo sont les moyens de subsistance des champs, travaillés avec la ténacité des immigrants et de leurs enfants, qui, au prix de sacrifices incessants, de plusieurs décennies d'efforts, sont passés de la précarité à une fortune relative. Le manque de moyens, les fortes gelées et la chaleur intense n'ont pas entamé leur courage, pas plus que les mauvaises années, et les travaux agricoles et d'élevage ont commencé au moins deux ans avant la fondation. Les terres propices ont favorisé le développement de la production céréalière, et l'on se souvient des récoltes abondantes des environs de 1920, mais aussi de la neige et de la tempête qui s'est ensuivie et qui a frappé une large zone de la Pampa à la fin du mois d'août 1923. Les anciens colons de Doblas s'en souviennent : la neige, puis le vent très froid et la pluie qui détruisaient la vie agricole. Le début de l'orage coïncide avec le 30 août et il serait commun dans cette région l'accomplissement de la tradition de la tempête de Santa Rosa de Lima.
Le village s'appelle Doblas en mémoire du grand-père de Julio Doblas, son fondateur, qui était l'un des propriétaires de l'établissement La Reforma, où la gare ferroviaire a été construite. Les autres étaient Roberto Urquiza et Crispín Navarro. Doblas est l'un des terminaux ferroviaires de La Pampa. L'antécédent le plus lointain de la voie ferrée de Doblas se trouve dans un décret national du 17 décembre 1907, qui a créé la station avec le nom de Doblas, inaugurée six mois plus tard, pour être le point final du réseau qui dans notre Province regroupe les stations de Rolón, Hidalgo (Salinas Grandes), Macachín, Atreucó et Doblas. Les trains ont donné vie à la communauté, jusqu'à ce qu'ils cessent d'arriver à Doblas, pour les passagers, en 1978.